# Маяк Плам-Бич
Маяк Плам-Бич (англ. Plum Beach Light)  — маяк, расположенный в заливе Наррагансетт напротив мыса Плам-Бич Пойнт, округ Вашингтон, штат Род-Айленд, США. Построен в 1897 году. Деактивирован в 1941 году. Возвращён в эксплуатацию в 2003 году.

## Местоположение
Маяк расположен в заливе Наррагансетт между мысом Плам-Бич на материке и островом Конаникут.  Он предупреждает об опасности, поскольку мель с ним практически не видна из-под воды даже во время штиля. Подобные одиноко стоящие среди толщи воды маяки называют "маяки-свечки" (англ. sparkplug lighthouse), поскольку по форме они напоминают автомобильную свечу зажигания.

## История
Города Провиденс и Ньюпорт, одни из первых английских поселений в Северной Америке, были крупными центрами промышленности и торговли в XVIII-XIX веках. Для обеспечения навигации до них через залив Наррагансетт, в котором находится множество больших и малых островов, было построено несколько маяков. Мель около мыса Плам-Бич Пойнт неоднократно была причиной кораблекрушений. В 1895 году Конгресс США выделил 20 000$, а в 1894 — ещё 40 000$ на строительство маяка около мыса Плам-Бич. Строительство было завершено в 1897 году. Маяк представлял собой цилиндрическую чугунную башню высотой 16 метров на бетонном основании, на вершине которой была установлена линза Френеля. Вокруг маяка была насыпана отсыпь. Летом 1897 года на маяк установили противотуманный колокол. В 1940 году было завершено строительство Джеймстаунского моста, соединившего остров Конаникут с материком, и необходимость в маяке Плам-Бич отпала. В 1941 году Береговая охрана США вывела маяк из эксплуатации.
В 1988 году он был включен в Национальный реестр исторических мест.
В 2003 году маяк был возвращён в эксплуатацию. В настоящее время реставрация маяка продолжается.

## Фотографии
- открытка 1910 года